# Jeff Manookian
Jeff Manookian, né le 24 novembre 1953 à Salt Lake City et mort le 10 juillet 2021 dans la même ville, est un pianiste, compositeur et chef d'orchestre américain,.
Manookian commence sa formation musicale à l'âge de quatre ans. À 12 ans il compose un concerto pour piano, à 14, il remporte son premier concours de piano et à 15 ans, il a déjà composé un concerto pour violon et une symphonie. À 16 ans, son concerto pour flûte est créé sous sa direction. Il est également l'auteur d'un concerto pour basson (2008)
Honoré de nombreuses commandes, Manookian est lauréat de plusieurs concours internationaux de composition musicale comme le Frederick Delius, la Composers Guild et le Barlow Endowment.